# Marchemaisons
Marchemaisons település Franciaországban, Orne megyében. Lakosainak száma 157 fő (2022. január 1.). Marchemaisons Aunay-les-Bois, Saint-Aubin-d’Appenai, Saint-Léger-sur-Sarthe és Les Ventes-de-Bourse községekkel határos.

## Népesség
A település népességének változása:
| Lakosok száma | 151  | 151  | 158  | 152  | 153  | 155  | 154  | 153  | 157  |
|               | 2013 | 2015 | 2016 | 2017 | 2018 | 2019 | 2020 | 2021 | 2022 |